# Élections municipales de 2014 à Montauban
Pour un article plus général, voir Élections municipales de 2014 en Tarn-et-Garonne.
Les élections municipales françaises de 2014 se déroulent les 23 et 30 mars à Montauban. Brigitte Barèges est réélue maire de Montauban pour un troisième mandat avec 51,33 % des suffrages exprimés au second tour (34,1 % des inscrits).

## Mode de scrutin
Le mode de scrutin à Montauban est celui des villes de plus de 1 000 habitants : la liste arrivée en tête obtient la moitié des 45 sièges du conseil municipal. Le reste est réparti à la proportionnelle entre toutes les listes ayant obtenu au moins 5 % des suffrages exprimés. Un deuxième tour est organisé si aucune liste n'atteint la majorité absolue et au moins 25 % des inscrits au premier tour. Seules les listes ayant obtenu aux moins 10 % des suffrages exprimés peuvent s'y présenter. Les listes ayant obtenu au moins 5 % des suffrages exprimés peuvent fusionner avec une liste présente au second tour. 

## Résultats précédents
| Tête de liste  | Tête de liste        | Partis          | Premier tour | Premier tour | Second tour | Second tour | Sièges | Sièges |
| Tête de liste  | Tête de liste        | Partis          | #            | %            | #           | %           | #      | %      |
| -------------- | -------------------- | --------------- | ------------ | ------------ | ----------- | ----------- | ------ | ------ |
|                | BAREGES Brigitte     | UMP             | 11 074       | 43,83        | 13 419      | 50,31       | 34     | 75,55  |
|                | MOUCHARD Claude      | PS              | 8 467        | 33,51        | 13 253      | 49,69       | 11     | 24,45  |
|                | BOUYSSI Marie-Claude | DVG             | 2 644        | 10,47        |             |             |        |        |
|                | LARROQUE Jacques     | MoDem et alliés | 1 702        | 6,74         |             |             |        |        |
|                | SOULIE Sylve         | DVG             | 1 377        | 5,45         |             |             |        |        |
| Inscrits       | Inscrits             | Inscrits        | 37 605       | 100,00       | 37 605      | 100,00      | 45     | 100,00 |
| Abstention     | Abstention           | Abstention      | 11 429       | 30,39        | 9 868       | 26,24       |        |        |
| Votants        | Votants              | Votants         | 26 176       | 69,61        | 27 737      | 73,76       |        |        |
| Blancs et nuls | Blancs et nuls       | Blancs et nuls  | 912          | 2,43         | 1 065       | 2,83        |        |        |
| Exprimés       | Exprimés             | Exprimés        | 25 264       | 67,18        | 26 672      | 70,93       |        |        |

## Contexte

### Contexte national
Ces élections se déroulent dans un contexte défavorable à la gauche parlementaire, en raison de la forte impopularité du président de la République François Hollande. Un  possible « vote sanction » à l'égard de la gauche est donc anticipé.

### Contexte local
Brigitte Barèges, maire sortante, brigue un troisième mandat. Élue lors des élections municipales de 2001 avec 51,4 % des voix, elle est alors la première femme maire de Montauban. Elle est ensuite réélue lors des élections municipales de mars 2008 au second tour avec 50,31 % des voix face à la liste de Claude Mouchard.
Face à elle, Roland Garrigues est investi par le PS pour récupérer la ville qu'il a dirigé entre 1994 et 2001.

## Résultats
| Tête de liste   | Tête de liste        | Liste          | Premier tour | Premier tour | Second tour | Second tour | Sièges | Sièges |
| Tête de liste   | Tête de liste        | Liste          | Voix         | %            | Voix        | %           | CM     | CC     |
| --------------- | -------------------- | -------------- | ------------ | ------------ | ----------- | ----------- | ------ | ------ |
|                 | Brigitte Barèges *   | UMP            | 11 671       | 45,18        | 13 545      | 51,34       | 35     | 19     |
|                 | Roland Garrigues     | PS-PRG-DVG     | 7 180        | 27,79        | 9 962       | 37,76       | 8      | 5      |
|                 | Thierry Viallon      | FN             | 3 502        | 13,56        | 2 876       | 10,90       | 2      | 1      |
|                 | Marie-Claude Bouyssi | FG-Ensemble    | 3 037        | 11,76        |             |             |        |        |
|                 | Richard Blanco       | LO             | 442          | 1,71         |             |             |        |        |
|                 |                      |                |              |              |             |             |        |        |
| Inscrits        | Inscrits             | Inscrits       | 39 674       | 100,00       | 39 664      | 100,00      |        |        |
| Abstentions     | Abstentions          | Abstentions    | 12 913       | 32,55        | 12 270      | 30,93       |        |        |
| Votants         | Votants              | Votants        | 26 761       | 67,45        | 27 394      | 69,07       |        |        |
| Blancs et nuls  | Blancs et nuls       | Blancs et nuls | 929          | 3,47         | 1 011       | 3,69        |        |        |
| Exprimés        | Exprimés             | Exprimés       | 25 832       | 96,53        | 26 383      | 96,31       |        |        |
| * maire sortant |                      |                |              |              |             |             |        |        |

## Conséquences
Le 4 avril, Brigitte Barèges est réélue maire de Montauban.